# Axel von Rosen (1834–1917)
Axel August Gustaf von Rosen, född den 4 juli 1834 i Stockholm, död där den 2 april 1917, var en svensk greve och militär. Han var son till Gustaf  Fredrik von Rosen. 
von Rosen blev underlöjtnant vid Livgardet till häst 1854 och löjtnant där 1856. Han var stabsadjutant vid Livgardesbrigaden 1858–1863. von Rosen befordrades till ryttmästare 1861, till major i regementet 1874, vid regementet 1875, till överstelöjtnant 1878 och till överste i armén 1882. Han var överste och sekundchef där 1885–1894. von Rosen beviljades avsked från regementet och blev generalmajor i armén med placering i generalitetets reserv 1894. Han var ledamot i direktionen för Veterinärinstitutet 1881–1894, ordförande i direktionen för Allmänna garnisonssjukhuset 1885–1894 och ledamot i styrelsen för Skandinaviska kreditaktiebolagets kontor i Stockholm från 1879. von Rosen invaldes som ledamot av Krigsvetenskapsakademiens andra klass 1892 och av dess första klass 1894. Han blev riddare av Svärdsorden 1874 och kommendör av första klassen av samma orden 1888.